# 854
Раннє Середньовіччя •  Епоха вікінгів •  Золота доба ісламу •  Реконкіста

## Геополітична ситуація
У Східній Римській імперії триває правління Михаїла III. Каролінзька імперія розділена на три королівства: Західно-Франкське, Серединне та Східно-Франкське. Північ Італії належить Серединному королівству, Рим і Равенна під управлінням Папи Римського, герцогства на південь від Римської області незалежні, деякі області на півночі та на півдні належать Візантії. Піренейський півострів, окрім Королівства Астурія та Іспанської марки, займає Кордовський емірат. Вессекс підпорядкував собі більшу частину Англії, почалося вторгнення данів. Існують слов'янські держави: Перше Болгарське царство, Велика Моравія, Блатенське князівство.
Аббасидський халіфат очолив аль-Мутаваккіль. У Китаї править династія Тан. Значними державами Індії є Пала, Пратіхара, Чола. В Японії триває період Хей'ан. Хозарський каганат підпорядкував собі кочові народи на великій степовій території між Азовським морем та Аралом. Територію на північ від Китаю захопили єнісейські киргизи.
На території лісостепової України в IX столітті літописці згадують слов'янські племена білих хорватів, бужан, волинян, деревлян, дулібів, полян, сіверян, тиверців, уличів. У Північному Причорномор'ї співіснують різні кочові племена, зокрема булгари, хозари, алани, тюрки, угри, кримські готи. Херсонес Таврійський належить Візантії.

## Події
- Буддійську державу Пала з центром у Бенгалі очолив Нараянапала. Поступово Пала починає занепадати під натиском Пратіхари.
- Правителі трох франкських королівств зустрілися в Аттіньї й утвердили мир між собою.
- Гранди Аквітанії запропонували трон сину Людовика Німецького Людовику Молодшому. Він пішов туди з військами, але Карл Лисий відігнав його. Тим часом колишній король Піпін II та його брат Карл утекли з монастиря, куди були заслані й очолили повстання аквітанців.
- Вікінги спалили Анжер, пограбували Блуа, але Шартр та Орлеан дали їм відсіч.
- Дани вчинили напад на Фризію.